# ОА-27
ОА-27 (Оклопни аутомобил модел 27) је чехословачки лаки оклопни аутомобил из периода пре Другог светског рата.

## Историја
Нова Чехословачка држава, настала 1918, наследила је од Аустроугарске само неколико старих оклопних кола Ланциа, али и импресивну војну индустрију на челу са фабриком Шкода. Већ 1919. Шкода је направила 12 оклопних кола на шасијама камиона Фијат, што је био први покушај домаће производње оклопних возила. Ова возила су повучена из употребе крајем 20-их година. Почињући од нуле, 1923. Шкода је направила два прототипа оклопних кола ПА-I са новом шасијом, са погоном (4x4) и управљањем на сва 4 точка. Исте године војска је наручила 12 оклопних кола ПА-II, која су ушла у употребу као ОА-23. Ова возила распродата су разним полицијским јединицама током 30-их година.
| Производња       | до 1933 | 1934 | 1935 | 1936    | 1937            | 1938           | 1939                    |
| ---------------- | ------- | ---- | ---- | ------- | --------------- | -------------- | ----------------------- |
| ОА-23            | 9       | -    | -    | -       | -               | -              | -                       |
| ОА-27            | 15      | -    | -    | -       | -               | -              | -                       |
| ОА-30            | -       | 51   | -    | -       | -               | -              | -                       |
| Танкета модел 33 | -       | 70   | -    | -       | -               | -              | -                       |
| Шкода Т-32       | -       | -    | -    | -       | 8               | -              | -                       |
| АХ-IV            | -       | -    | -    | 50      | -               | 83             | -                       |
| ЛТ-34            | -       | -    | 20   | 30      | -               | -              | -                       |
| ЛТ-35            | -       | -    | -    | 15      | 262             | -              | -                       |
| ТНХ серија       | -       | -    | -    | 40(ТНХ) | 15(Р-2) 10(ТНХ) | 61(Р-2) 7(ЛТП) | 50(Р-2) 17(ЛТП) 24(ЛТХ) |

## Карактеристике
Наследник ОА-23 био је ПА-III, који је 1927. примљен у службу као ОА-27. Ново возило било је оклопљено равним челичним плочама, уместо ливеног заобљеног трупа код ОА-23, како би се смањили трошкови производње. Додата је и мала купола, покретљивости 360 степени, наоружана једним митраљезом марке Шварцлозе калибра 7,92 mm. Возило је имало 2 возача, предњег и задњег, тако да се могло возити уназад без окретања. На задњој страни возила био је још један тешки митраљез, са покретљивошћу од 72 степена. Ипак, због компликоване шасије возило је остало скупо, тако да је војска могла да купи само 15 примерака. Возила су остала у служби све до анексије 1939.: тада су 3 припала Словачкој, 3 Румунији, а остала Немачкој - где су претопљена као старо гвожђе.